# لوله‌ماهی‌های شبح
لوله‌ماهی‌های شبح (نام علمی: Solenostomus) نام یک سرده از تیره لوله‌ماهی کاذب است.